# Tocopilla (tỉnh)
Tỉnh Tocopilla là một tỉnh nằm ở vùng Antofagasta của Chile. Tỉnh lỵ là thành phố Tocopilla. Tỉnh Tocopilla có diện tích 16.385 ki-lô-mét vuông, dân số theo điều tra năm 2002 là 31.516 người. Về mặt hành chính, tỉnh này được chia thành 2 đô thị.